# Fränzi Mägert-Kohli
Fränzi Mägert-Kohli, née le 31 mai 1982 à Thoune, est une snowboardeuse suisse, spécialiste du slalom parallèle. Elle a participé aux Jeux olympiques d'hiver de 2010 où elle a pris la 28e place au slalom géant parallèle.

## Palmarès

### Championnats du monde
- Championnats du monde de 2007 à Arosa (Suisse) :
  -  Médaille de bronze en slalom géant parallèle
- Championnats du monde 2009 à Gangwon (Corée du Sud) :
  -  Médaille d'or en slalom parallèle

### Coupe du monde
- 21 podiums dont 7 victoires.
- 2e de la Coupe du monde de slalom parallèle en 2010-2011.